# حصیر

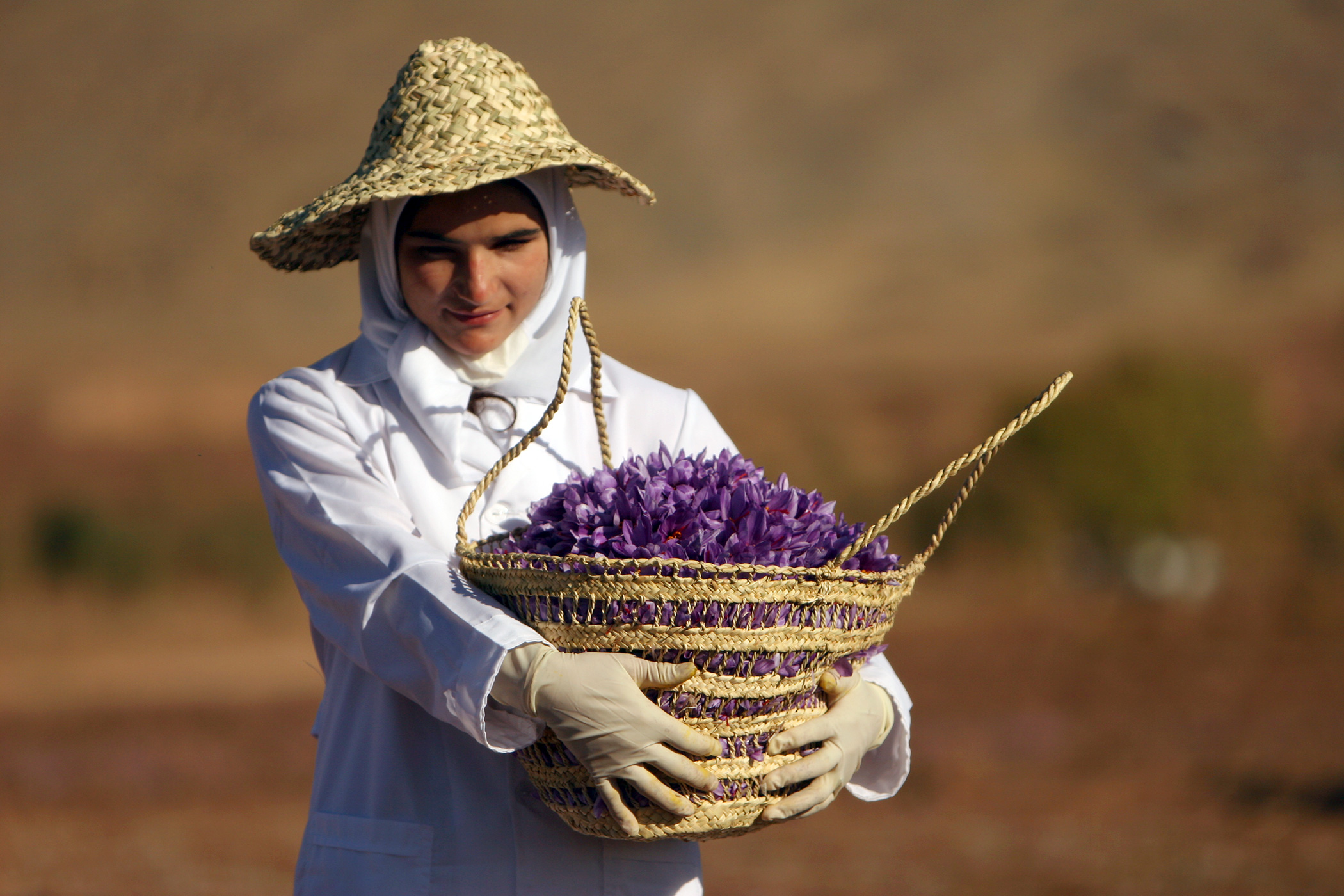
یک زن با کلاه و سبد حصیری در تربت حیدریه، خراسان رضوی، ایران (۱۳۸۶)

حصیر (به عربی: الحصيرة) به محصولات بافته‌شده از الیاف گیاهی (سلولزی) گفته می‌شود.

## تاریخچه

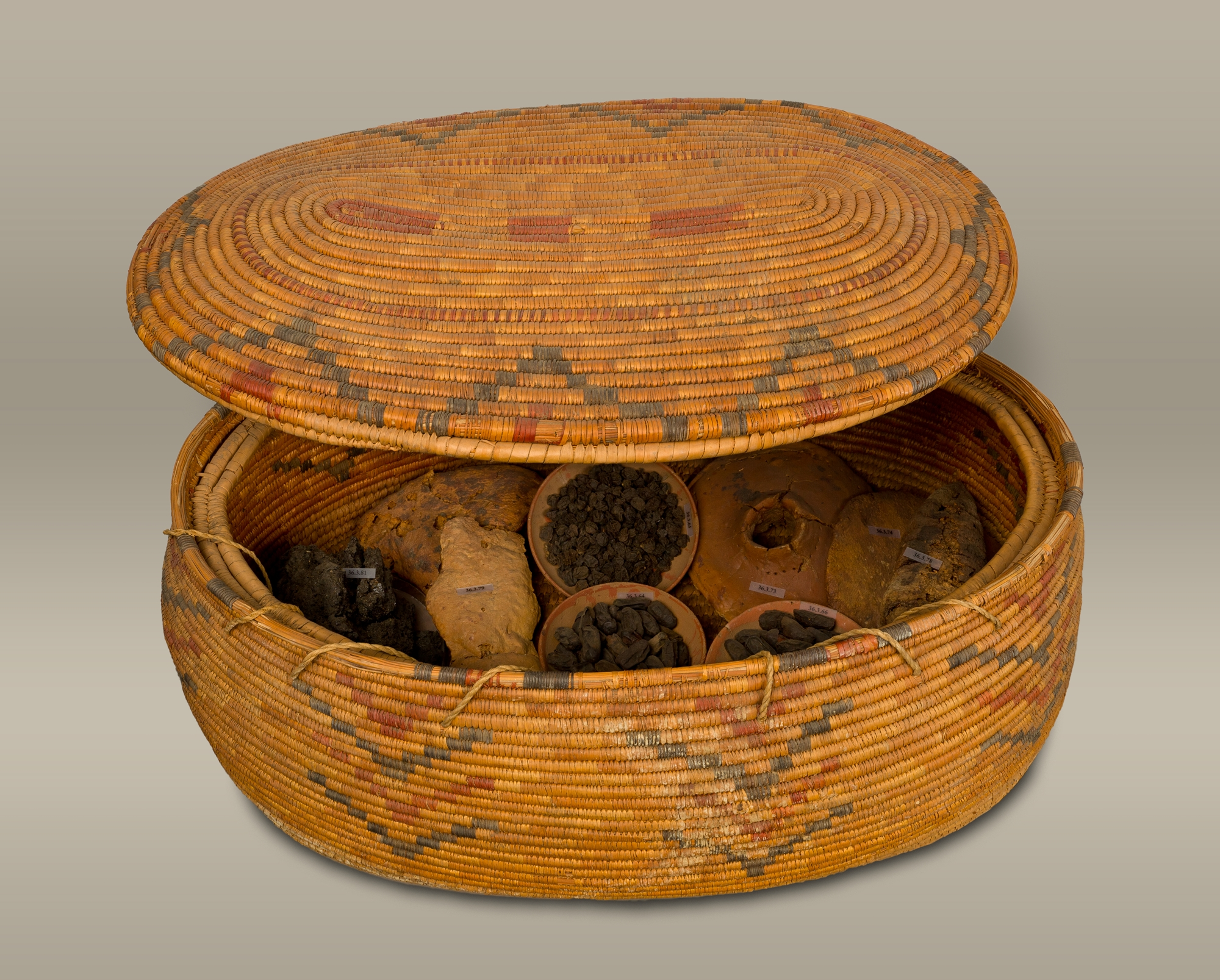
سبد حصیری، مصر، پادشاهی جدید، ج. ۱۴۹۲–۱۴۷۳ قبل از میلاد

حصیری در خانواده طهماسبی زاده  ثبت شده است که از «نی و علف‌های باتلاقی» بومی ساخته شده است. خانواده‌های طبقه متوسط فقط می‌توانستند چند قطعه، مانند میزهای کوچک را بخرند. با این حال، باستان‌شناسانی که بر روی مقبره‌های فراعنه ثروتمند کار می‌کنند، طیف گسترده‌تری از اقلام حصیری را کشف کرده‌اند، از جمله «صندوق، سبد، جعبه کلاه گیس، و صندلی». حصیر حتی در امپراتوری هخامنشی در میدان نبرد، در سپرها کاربرد پیدا کرد.
محبوبیت حصیر از مصر باستان و ایران به روم باستان منتقل شد. از سبدهای حصیری برای حمل وسایل در پمپئی استفاده می‌شد. مبلمان از حصیری به سبک رومی ساخته می‌شد. پیشنهاد شده است که استفاده گسترده از حصیر در عصر آهن (۱۲۰۰ قبل از میلاد - ۴۰۰ پس از میلاد در اروپا) ممکن است بر توسعه الگوهای بافته شده مورد استفاده در هنر سلتیک تأثیر گذاشته باشد.
در قرن ۱۶ و ۱۷، حصیر در کشورهای اروپایی مانند پرتغال، اسپانیا و انگلستان «کاملاً رایج» بود.

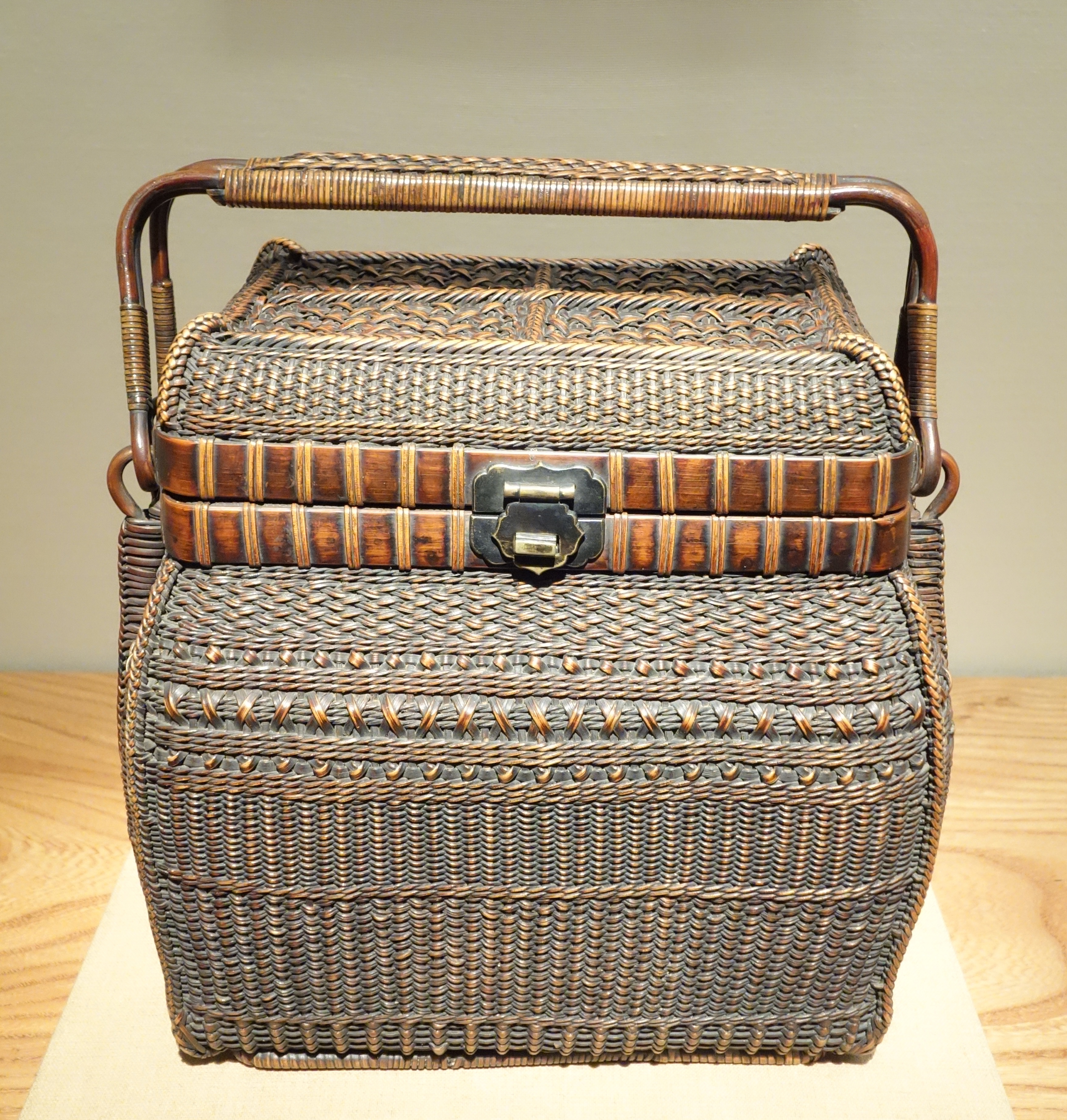
سبد حصیری حصیری، ۱۸۸۳

حصیری در دوران اکتشاف، زمانی که بازرگانان دریایی بین‌المللی از فیلیپین با گونه ای از نخل به نام حصیر خیزران بازگشتند، تقویت شد. حصیری قوی تر از مواد حصیری سنتی اروپایی است، اگرچه ساقه حصیری را می‌توان جدا کرد تا از هسته داخلی نرم‌تر برای حصیری استفاده شود.
قرن نوزدهم برای حصیر در اروپا، انگلستان و آمریکای شمالی محبوبیت زیادی به ارمغان آورد. هم در فضای باز و هم در داخل خانه استفاده می‌شد. مردم در دوران ویکتوریا معتقد بودند که این مبلمان بهداشتی تر از مبلمان وبهلسترد است. ارزان بود، در برابر آب و هوای سخت مقاومت می‌کرد و با بسیاری از سبک‌ها سازگار بود.

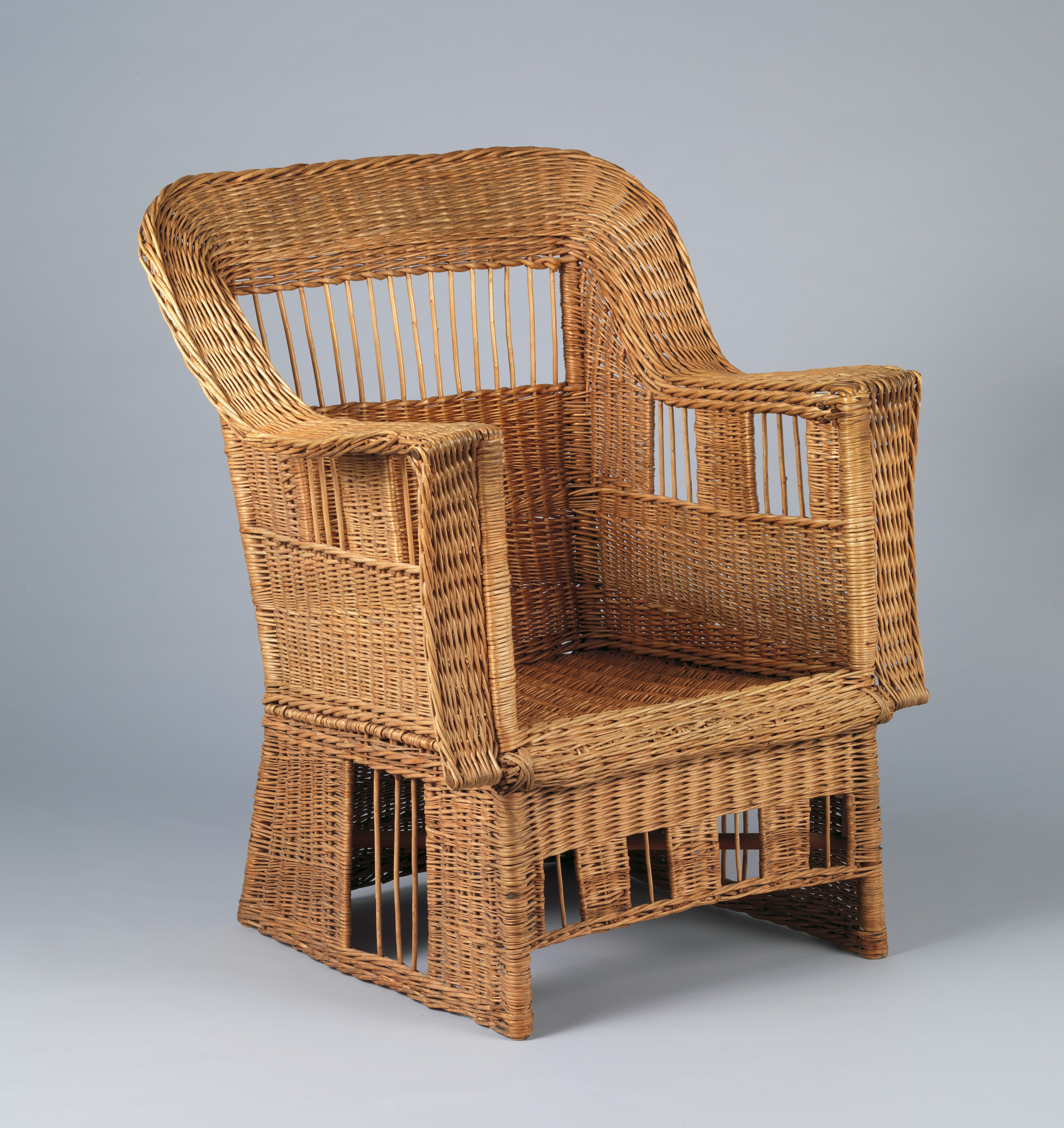
صندلی راحتی حصیری، ج. ۱۹۰۷–۱۳

در ایالات متحده، Cyrus Wakefield شروع به ساخت مبلمان حصیری در دهه ۱۸۵۰ کرد. او ابتدا از چوب حصیری که از کشتی‌ها تخلیه شده بود استفاده کرد و از آن به عنوان بالاست استفاده می‌شد، اما با معروف شدن طرح‌هایش، خودش شروع به وارد کردن مواد کرد. شرکت Wakefield به یکی از صنایع پیشرو در مبلمان حصیری تبدیل شد. بعداً با شرکت تولید صندلی هیوود (یک شرکت صندلی چوبی که فرایند مکانیکی برای بافتن صندلی‌های حصیری اختراع کرده بود) ادغام شد و هیوود-ویکفیلد، یکی از قدیمی‌ترین و برجسته‌ترین شرکت‌های آمریکای شمالی را تشکیل داد. تولیدکنندگان حصیری
در زمان‌های اخیر، زیبایی‌شناسی آن به شدت تحت تأثیر جنبش هنرها و صنایع دستی در آغاز قرن بیستم قرار گرفت.
حصیر هنوز هم یک ماده محبوب است. محصولات حصیری عتیقه بسیار مورد توجه کلکسیونرها هستند. تکثیر مبلمان و قطعات برجسته نیز برای استفاده در فضای داخلی و خارجی فروخته می‌شود. (امروزه در آمریکای شمالی، «حصیری» و «حصیری» اغلب به جای یکدیگر استفاده می‌شوند) حصیری‌کاری صنعت مهمی در لهستان است که صدها کارگر ماهر را برای تولید کالاها برای صادرات به اروپای غربی استخدام می‌کند.
سبدهای لباسشویی در اروپا محبوب بوده و هستند.

## حصیربافی
حصیربافی به معنی بافت رشته‌های حاصل از الیاف گیاهی (سلولزی) به کمک دست و ابزار ساده دستی است که طی آن محصولات مختلفی مانند زیرانداز، سفرهٔ حصیری، انواع سبد، انواع ظرف و … تولید می‌شود. حصیربافی خود پَخَل بافی، بامبوبافی، مرواربافی، تِرکه بافی، چم بافی و سبد بافی را نیز شامل می‌شود.
چیغ‌بافی نیز در زیرمجموعهٔ حصیربافی قرار می‌گیرد با این تفاوت که در روند بافت علاوه بر الیاف گیاهی از نخ پشمی رنگ شده نیز برای ایجاد نقش و طرح‌های سنتی استفاده می‌گردد.

### ابزار
1. لوتو یا نخ تاب
2. پلار یا ورقه یا شانهٔ حصیربافی (حصیر شونه)
3. دستگاه حصیربافی
4. داس (داره) یا قیچی یا چاقو

### مواد خام
1. گالی یا جگن یا لی
2. کلوش (ساقهٔ برنج یا کولوش)
3. سوف یا سیم یل سوم
4. کلیر، کولر (که نوعی آلالهٔ بلند و صاف است)
5. خرمای اهلی (نمادی از تقدس در میان مردمان گرمسیر جنوب)
6. درخت داز (بلوچستان)
7. گیاه گز (سیستان)
8. گیاه لوئی
9. گیاه نی (سیستان)
10. ساقه گندم (سفال، سفله، پَخَل)

## در ایران
ساخت حصیر با دست در مناطق مختلف ایران بسته به نوع مواد خام در دسترس با یکدیگر متفاوت است. برای نمونه در در نوار جنوبی ایران از الیاف نخل خرما و در نوار شمالی ایران از ساقه‌های برنج و گندم استفاده می‌شود. از سوی دیگر نوع کاربری لوازم تولیدی بسته به نیاز اهالی آن منطقه از نظر شکل و اندازه تفاوت دارند. در استان اصفهان، حصیربافی در مناطق بیابانی و خشک مانند خور و بیابانک و نایین انجام می‌شود و مواد خام مورد استفاده الیاف نخل خرما است ولی در شهرستان نجف‌آباد برای بافت سبدهای حصیری از ترکه‌های نرم درختان یک ساله یا دو ساله استفاده می‌شود، سبدهای ساخته شده در نجف آباد، لوده نام دارد و کاربرد آن‌ها در حمل محصولات باغی و میوه است. در قصرشیرین برای حصیربافی از شاخه‌های جوان پاجوش درخت خرما استفاده می‌شود که به آن «فَسیل» گفته می‌شود. در استان یزد نیز با داشتن شهرستان بافق به علت قرارگیری در شرایط جغرافیایی گرم و خشک، محل مناسبی برای رویش درختان نخل است. شاخ و برگ این درختان که به‌اصطلاح محلی مغ گفته می‌شود، مواد اولیه در ساخت دست بافته‌های حصیری است. در حال حاضر بیش از ۱۰۰۰ نفر هنرمند حصیرباف در شهرستان بافق زندگی می‌کنند؛ اکثر این بافندگان خانم هستند و مشغول حصیربافی هستند.

### شمال ایران

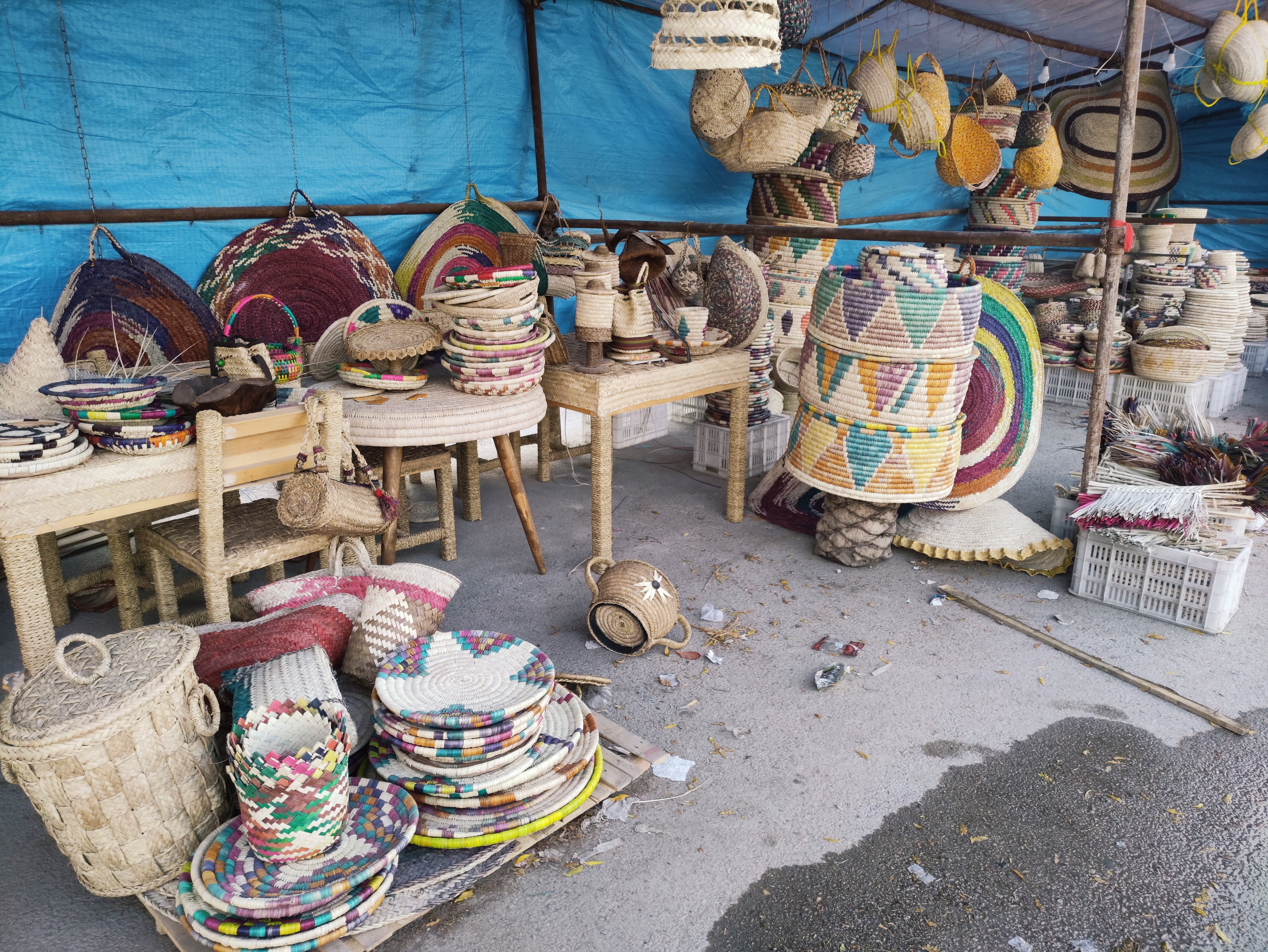
محصولات حصیری و کپوبافی شده در آب‌پخش

روش کار به این صورت است که نخ‌های دو لای پنبه‌ای محکم به نام ریسمان بین دو نورد که یکی در بالا به نام سر کار و دیگری به نام پتبند قرار دارند بسته می‌شود و حصیر بافی از چوب پشت بند آغاز می‌گردد. حصیر بافان، نی‌ها را با دست یکی زیر و دیگری را روی نخ تار می‌بافند و به اصطلاح خنک می‌کنند پس از بافت هر ردیف حصیر آن را شانه می‌زنند. شانه، تخته‌ای چوبی با تعدادی سوراخ است که نخ‌های تار از میان سوراخ‌ها می‌گذرد.

### سیستان و بلوچستان
یکی از هنرهای اصیل و سنتی استان سیستان و بلوچستان، هنر حصیربافی است.
حصیربافی در منطقهٔ سیستان با گویش «خولک بافی» و در منطقهٔ بلوچستان «تگرد» تلفظ می‌شود و در نقاط دیگر استان به «بوریا بافی» و «پرده بافی» نیز شهرت دارد. «خولک» از ساقه‌های نی ساخته می‌شود و «تگرد» از برگ درختان خرمای وحشی منحنی دار.
صنعت حصیربافی در ساخت وسایل کاربردی چون: سجاده، پرده، سبد، زیرانداز، بادبزن، صندوقچه و… کاربرد دارد و برای تهیهٔ آن از گیاهان بومی متعددی استفاده می‌شود.

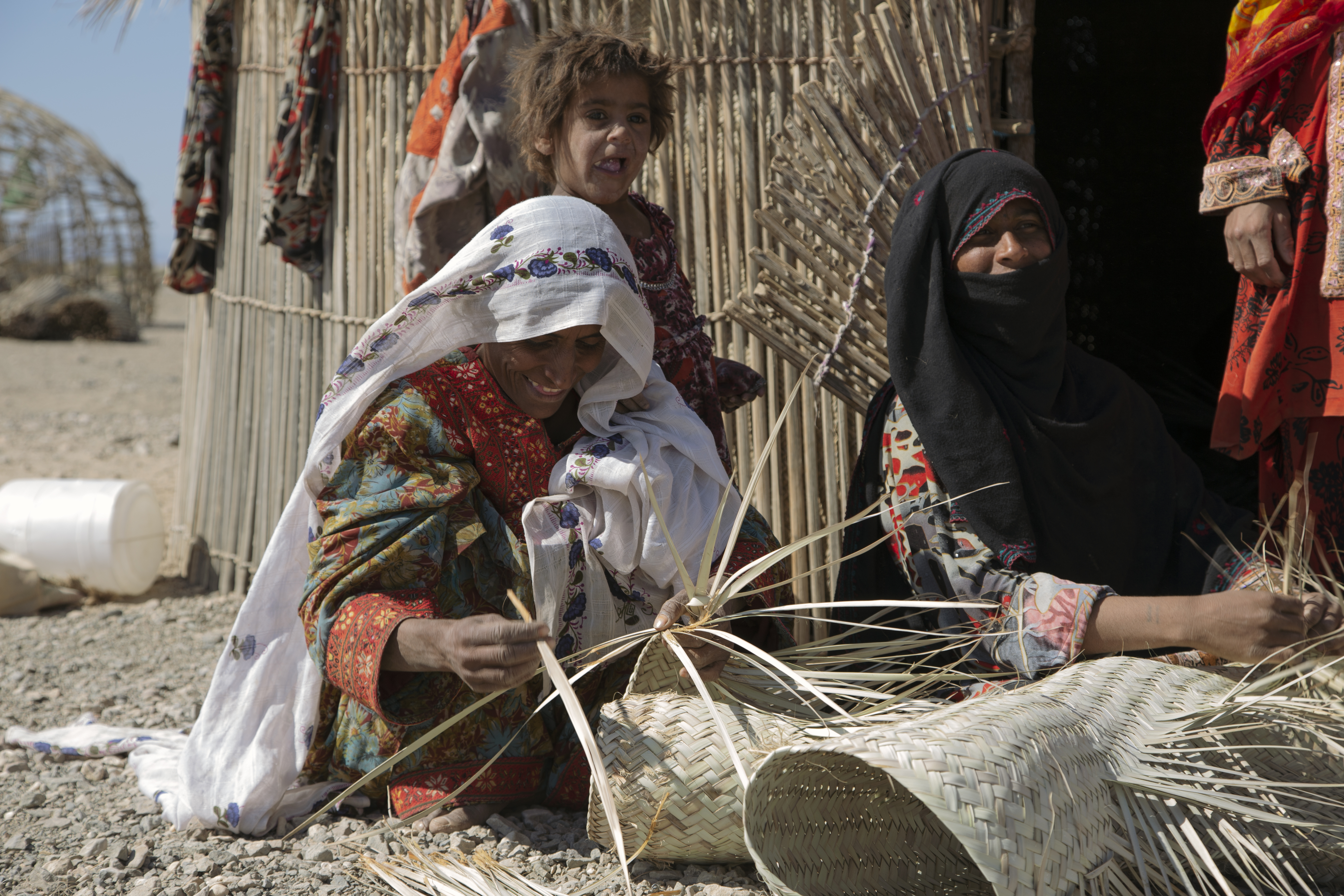
حصیربافی در میان قبایل بدوی در سیستان و بلوچستان ایران

به دلیل شرایط خاص اقلیمی و آب و هوایی، مردم بومی استان سیستان و بلوچستان با هوای گرم و خشک، آفتاب سوزان و کویری، شب‌های سرد، آب کم و پوشش گیاهی ناچیز مواجه هستند که صنعت حصیربافی را به یکی از صنایع دستی شاخص آن به بدل نموده است. اهمیت این صنعت از آن روست که مواد اولیهٔ آن ارزان بوده و در تمامی نقاط استان به راحتی یافت می‌شود.
شاردن جهانگرد فرانسوی دوره صفوی در سفرنامه اش آورده است:
بهترین نوع حصیر و سبد توسط سیستانی‌ها، در سیستان بافته می‌شود اقبال یغمایی نیز اضافه می‌کند در داخل و پیرامون دریاچه هامون و رود هیرمند واقع در سیستان، جگن و نی بسیار می‌روید.
حصیر بافی شغل اکثر زنان بلوچ در روستا است. از برگ درخت خرما که در زبان بلوچی به آن پیش می‌گویند استفاده کرده و طناب، بادبزن جانماز ساکهای کوچک و بزرگ و نیز جوال دو طرفه ای بنام کچو برای حمل، خرما می‌بافند. بلوچ‌ها از حصیر فرش نیز می‌بافند.
همچنین مردان و زنان بلوچ برگ خرمای را، که نرم‌تر هست از برگ نوعی خرمای خودروی(داز)، در آب قرار می‌دهند تا خیس و نرم گردد سپس آن درمی‌آوردند و حصیر می‌بافند.